# Partícula similivírica
Les partícules similivíriques (abreujades com a VLPs, acrònim de l'anglès Virus-Like Particles) són nanopartícules molt semblants als virus salvatges, però sense capacitat infectiva ja que no contenen material genètic viral. Tenen un alt potencial com a candidates per la generació de nus vaccins degut a que són reconegudes pel sistema immunitari generant una resposta immunògena contra el virus o soca en qüestió sense risc de reversió, mutació ni infecció vírica. En ser una plataforma altament adaptable, també tenen un alt potencial per lliurar proteïnes o fàrmacs, ja sigui de forma intracel·lular o superficial.
Les partícules similivíriques, igual que els virus salvatges, poden ser d'estructura embolcallada o amb càpsida. Les embolcallades són alliberades al medi extracel·lular mitjançant un procés de gemmació en el qual prenen part de la membrana cel·lular de la cèl·lula hoste.
Les partícules similivíriques poden ser generades de manera natural o sintetitzades mitjançant l'expressió recombinant individual de proteïnes víriques estructurals, que tenen la capacitat de reunir-se, tot generant les estructures similivíriques. Poden ser produïdes en diferents plataformes de producció, com bactèries, llevats, cèl·lules vegetals, cèl·lules d'insecte o cèl·lules de mamífer. L'elecció del xassís cel·lular per a produir una partícula similivírica es basa fonamentalment -a part, com en qualsevol altre bioprocés dels criteris econòmics i de canvi d'escala- en la complexitat de les proteïnes a expressar, les modificacions post-traduccionals que aquestes puguin necessitar i/o la interacció amb altres proteïnes de les cèl·lules hoste on són produïdes.
Combinacions de les proteïnes estructurals o de càpsida de diferents virus o serotips poden ser emprades per crear diferents partícules similivíriques recombinants amb la capacitat de generar respostes immunògenes a més d'un patogen. A més aquestes també poden ser modificades genèticament per afegir-los epítops d'altres patògens –no necessàriament vírics- o al·lergogens.
El 1968 es varen descriure partícules similivíriques derivades del virus de la Hepatitits B compostes per l'antigen HBV de superfície al sèrum d'un pacient.
S'han produït partícules similivíriques d'una gran varietat de famílies de virus, incloent Parvoviridae (per exemple virus Adeno-associats), Retroviridae (per exemple del virus del VIH), Flaviviridae (per exemple del virus de l'Hepatitis C), Paramyxoviridae (per exemple del virus del Nipah) i Bacteriòfags (per exemple del Qβ, AP205).